# Varamiento de pseudorcas en Mar del Plata

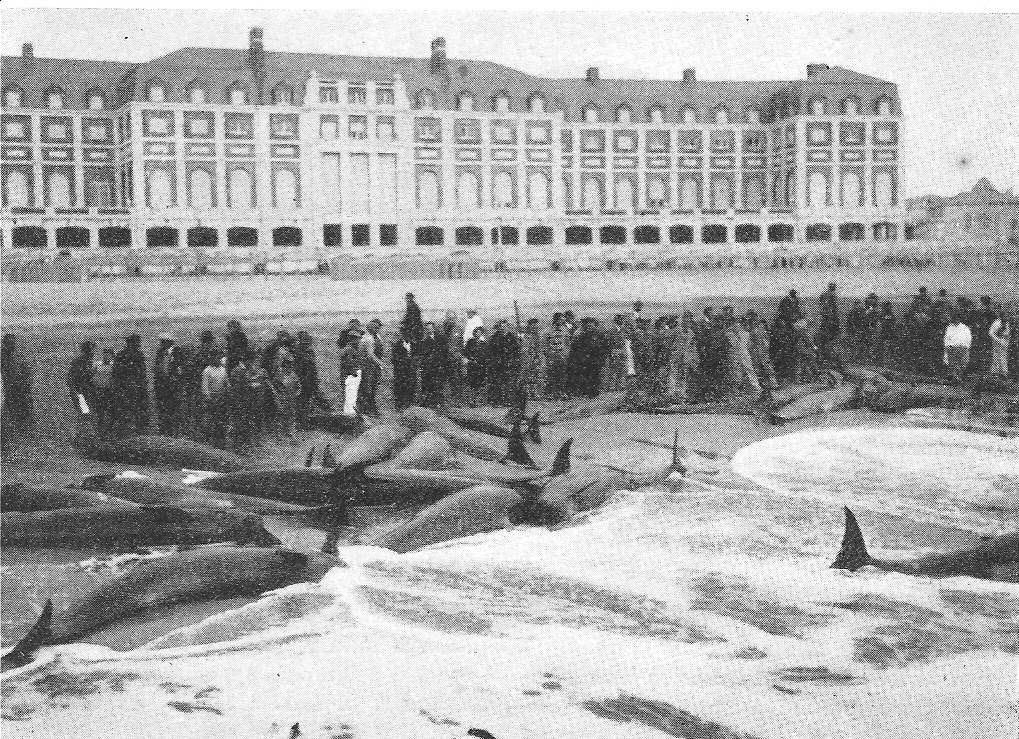
Pseudoorcas varadas en la playa de Mar del Plata frente al Casino, 1946

El varamiento de pseudorcas, el 10 de octubre de 1946, en la playa de Mar del Plata, Argentina, fue un fenómeno zoológico extraordinario en el cual 835 cetáceos, identificados como pseudorcas (pseudorca crassidens), vararon repentinamente en la costa. Los animales, de 5 a 6 metros de longitud, nadaron en masa uniforme desde el horizonte hacia la playa.
El inusual acontecimiento sigue siendo un enigma, pero las condiciones meteorológicas adversas y la escasez de alimento se consideraron como factores claves en este fenómeno.

## Descripción

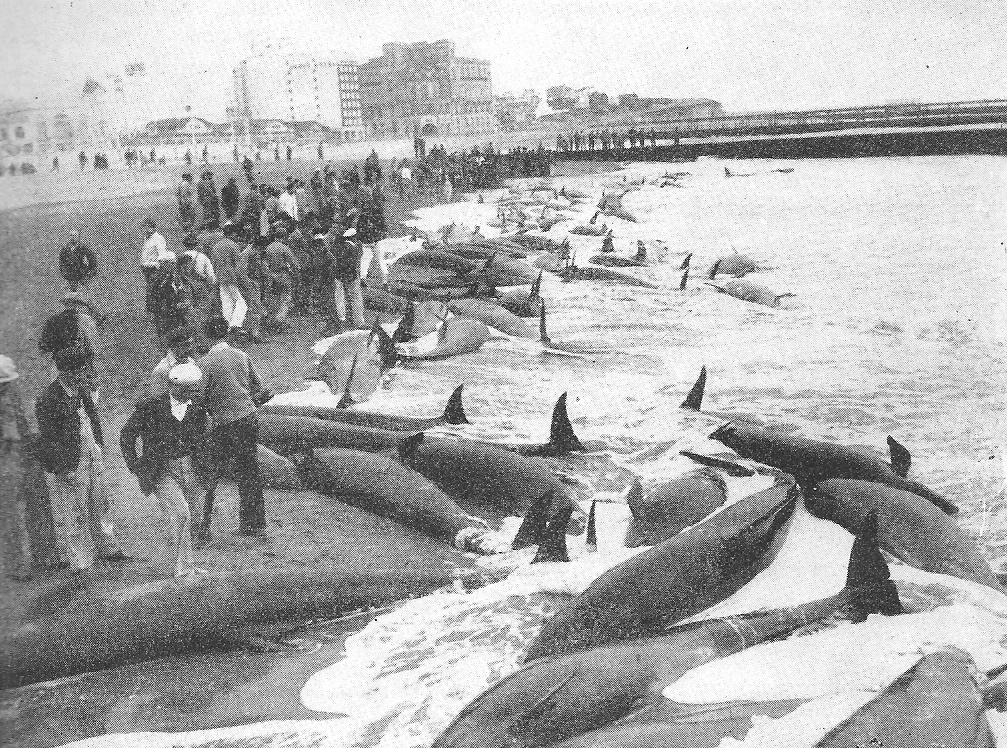
Playa Bristol.

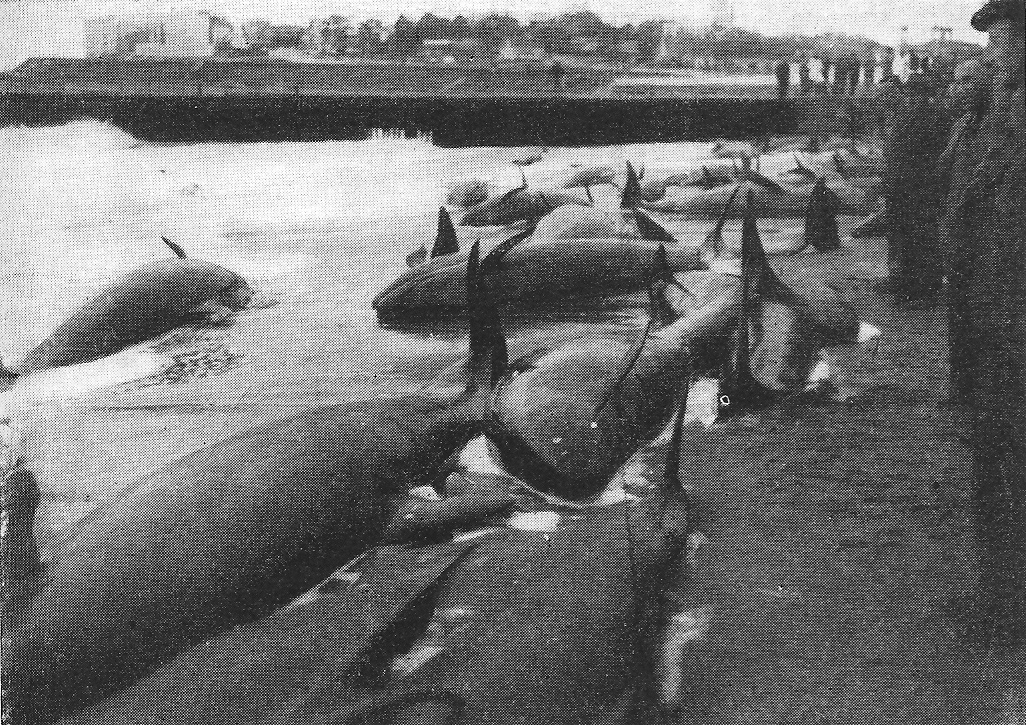
Playa Bristol.

Cerca de tres de la tarde del 10 de octubre de 1946, los cetáceos vararon en las playas de Mar del Plata y a la noche los especialistas contabilizaron 835 animales agonizantes.
Las crónicas del diario La Capital detallan que llegaron en pequeños grupos y se quedaron encallados sin intentar regresar al agua. La noticia captó la atención nacional, atrayendo a visitantes que protagonizaron diversas escenas, desde retratarse con los animales agonizantes hasta algunos que, armados con grandes cuchillas, los atacaban, motivo por el cual  las autoridades solicitaron vigilancia policial en toda la costa.
Los cetáceos vararon proa a la playa en líneas apretadas, con alrededor de un centenar de ellas en un espacio de 200 metros frente al balneario Bristol. Grupos más pequeños vararon en playas cercanas como La Perla, Torreón, Punta Mogotes, Miramar y Mar Chiquita. La gran mayoría de los cetáceos eran hembras, y algunas dieron a luz durante este evento.
Las autoridades locales decidieron remolcar los animales unos kilómetros mar adentro para que la corriente los disperse, pero dos cuerpos volvieron a la orilla y entonces dispusieron que estos se disecaran y los esqueletos se conservaran. Actualmente uno de ellos se encuentra en el Museo de Ciencias Naturales de La Plata, del destino del otro cadáver, no hay registros.
El cetáceo de Mar del Plata tenían sus dos mandíbulas con dientes (9 a 11 pares en cada una); cónicos no muy grandes (5 centímetros de largo) y de sección circular. Eran de color negro azulado uniforme: de aleta dorsal más bien pequeña y curva (falciforme). El doctor Carlos A. Marelli, ex director del Jardín Zoológico de La Plata, las clasificó como falsas orcas o pseudorca crassidens, especie de delfínido mayor escasamente conocido aún, al menos en sus costumbres, y algo menor que la verdadera orca de los mares de la que difiere especialmente en color y aleta dorsal. Se plantearon diversas hipótesis para explicar el fenómeno, incluyendo la falta de alimento, aunque la región contaba con una rica fauna marina. La autopsia de dos animales disecados reveló la ausencia total de alimento en el estómago, descartando la intoxicación y sugiriendo el hambre como posible causa. Se mencionaron cambios en la disponibilidad de presas como cefalópodos debido a temporales, la desaparición de bancos de anchoíta según pescadores locales, y la posibilidad de que los animales se vieran afectados por condiciones meteorológicas extremas.
La teoría más plausible sugiere que la falta de alimento, posiblemente relacionada con condiciones meteorológicas adversas, llevó a que los cetáceos buscaran refugio en la costa. La respuesta de la Dirección de Meteorología indicó que:

En la costa de Buenos Aires (de Maldonado a paralelo 40°) nada extraordinario ocurrió durante la primera quincena de octubre. En cambio, más al sur, del paralelo 40° al continente antártico, hubo un período sumamente tempestuoso, con predominio de vientos muy fuertes del Oeste. Al punto de que el día 4 por la noche se registró en las Orcadas una de las máximas depresiones, con presión central de 942 milibares.; y tres días después (el 7) otra, que casi alcanzó la intensidad de la anterior.
Como consecuencia de estas situaciones, hubo en toda la costa patagónica temporales del Oeste casi ininterrumpidos hasta el 9, cuando empezó a calmarse el tiempo.

Fue al día siguiente cuando las falsas orcas llegaron a Mar del Plata.